# Pocrane
Pocrane est une municipalité brésilienne de l'État du Minas Gerais et la Microrégion d'Aimorés.